# Палау на летних Олимпийских играх 2012
Палау принимала участие в летних Олимпийских играх 2012 года, которые проходили в Лондоне (Великобритания) с 27 июля по 12 августа, где её представляли 5 спортсменов в четырёх видах спорта. На церемонии открытия Олимпийских игр флаг Палау нёс бегун Родман Телтулл.
На летних Олимпийских играх 2012 Палау вновь не сумела завоевать свою первую олимпийскую медаль. Все спортсмены Палау впервые принимали участие на Олимпийских играх. 

## Состав и результаты

### Дзюдо
Женщины
| Соревнование | Спортсмены      | 1/16 финала                      | 1/8 финала            | Четвертьфинал         | Полуфинал             | Финал                 | Место |
| Соревнование | Спортсмены      | Соперник Результат               | Соперник Результат    | Соперник Результат    | Соперник Результат    | Соперник Результат    | Место |
| ------------ | --------------- | -------------------------------- | --------------------- | --------------------- | --------------------- | --------------------- | ----- |
| до 63 кг     | Дженнифер Энсон | MGLМ. Цэдэвсүрэнгийн П 0000:1100 | Завершила выступление | Завершила выступление | Завершила выступление | Завершила выступление | 17    |

### Лёгкая атлетика
Мужчины
Беговые виды
| Соревнование | Спортсмены     | Отборочный раунд | Отборочный раунд | Отборочный раунд | Четвертьфинал        | Четвертьфинал        | Четвертьфинал        | Полуфинал            | Полуфинал            | Полуфинал            | Финал                | Финал                |
| Соревнование | Спортсмены     | Забег            | Результат        | Место            | Забег                | Результат            | Место                | Забег                | Результат            | Место                | Результат            | Место                |
| ------------ | -------------- | ---------------- | ---------------- | ---------------- | -------------------- | -------------------- | -------------------- | -------------------- | -------------------- | -------------------- | -------------------- | -------------------- |
| 100 метров   | Родман Телтулл | 2                | 11,06            | 5                | Завершил выступление | Завершил выступление | Завершил выступление | Завершил выступление | Завершил выступление | Завершил выступление | Завершил выступление | Завершил выступление |

Женщины
Беговые виды
| Соревнование | Спортсмены         | Отборочный раунд | Отборочный раунд | Отборочный раунд | Четвертьфинал         | Четвертьфинал         | Четвертьфинал         | Полуфинал             | Полуфинал             | Полуфинал             | Финал                 | Финал                 |
| Соревнование | Спортсмены         | Забег            | Результат        | Место            | Забег                 | Результат             | Место                 | Забег                 | Результат             | Место                 | Результат             | Место                 |
| ------------ | ------------------ | ---------------- | ---------------- | ---------------- | --------------------- | --------------------- | --------------------- | --------------------- | --------------------- | --------------------- | --------------------- | --------------------- |
| 100 метров   | Руби Джой Габриэль | 3                | 13,34            | 7                | Завершила выступление | Завершила выступление | Завершила выступление | Завершила выступление | Завершила выступление | Завершила выступление | Завершила выступление | Завершила выступление |

### Плавание
Женщины
| Соревнование             | Спортсмены | Отборочный раунд | Отборочный раунд | Отборочный раунд | Полуфинал             | Полуфинал             | Полуфинал             | Финал                 | Финал                 | Итоговое место |
| Соревнование             | Спортсмены | Заплыв           | Результат        | Место            | Заплыв                | Результат             | Место                 | Результат             | Место                 | Итоговое место |
| ------------------------ | ---------- | ---------------- | ---------------- | ---------------- | --------------------- | --------------------- | --------------------- | --------------------- | --------------------- | -------------- |
| 50 метров вольным стилем | Киша Кин   | 4                | 28,25            | 4                | Завершила выступление | Завершила выступление | Завершила выступление | Завершила выступление | Завершила выступление | 50             |

### Тяжёлая атлетика
Мужчины
| Соревнование | Спортсмены    | Рывок     | Рывок | Толчок    | Толчок | Всего | Место |
| Соревнование | Спортсмены    | Результат | Место | Результат | Место  | Всего | Место |
| ------------ | ------------- | --------- | ----- | --------- | ------ | ----- | ----- |
| до 62 кг     | Стевик Патрис | 104       | 15    | 130       | 13     | 234   | 14    |